# Vicente Gay y Forner
Vicente Gay y Forner (Almusafes, 8 de diciembre de 1876-Madrid, 4 de diciembre de 1949) fue un profesor y economista español de ideología ultraconservadora que ocupó cargos importantes en la dictadura franquista. Admirador de la Alemania nazi, consideró el campo de concentración de Dachau «un verdadero establecimiento educativo», una «aldea higienizada», ideal para los prisioneros.

## Biografía
Fue catedrático de Economía y Hacienda en la Universidad de Valladolid y en la Universidad Central de Madrid y catedrático honorario en las universidades de Santiago de Chile, San Marcos (Lima) y de Buenos Aires.
En 1919 fue candidato al Congreso de los Diputados de la Unión Valencianista por Valencia capital. Sólo obtuvo 993 votos, siendo el último de los siete candidatos en liza y no logrando acta. Durante la campaña, que desarrolló casi íntegramente en valenciano, contó con el apoyo de La Correspondencia Valenciana.
Fue miembro de la Asamblea Nacional Consultiva de la dictadura de Primo de Rivera entre 1927 y 1930, primero dentro de los representantes de actividades de la vida Nacional, y desde 1928 como representante del Estado por haber sido nombrado director general de Industria.
Durante la dictadura de Miguel Primo de Rivera fue secretario de la sección VII de la Asamblea Nacional Consultiva, sección dedicada al sistema tributario. También bajo Primo de Rivera fue subsecretario de Economía, director general de Aranceles, Tratados y Valoraciones, y secretario segundo de la Asamblea Nacional.
Posteriormente se interesó por el fascismo italiano, al que dedicó trabajos de investigación y propaganda. Fundó y dirigió la revista Nueva Economía Nacional, firmando bajo el seudónimo El Mundano.
Antiliberal convencido, con el advenimiento de la Segunda República se aproximó a los sectores que intentaban derrocarla. Colaboró en los primeros números de la revista Acción Española, y bajo el seudónimo de Luis de Valencia también en Informaciones, donde escribió artículos muy favorables a los nazis. También había recibido subvenciones del Ministerio de Propaganda de Goebbels para sus escritos pronazis, incluido su libro La revolución nacional-socialista. En su obra ¿Qué es el imperialismo? justifica el expansionismo alemán e italiano, oponiéndose al estadounidense y reclamando la construcción de un nuevo imperio colonial español. Desde Nueva Economía Nacional defendió las leyes racistas italianas y la persecución de la Noche de los Cristales Rotos, a pesar de un discurso crítico con el racismo biológico. Su ferviente antisemitismo también encontró expresión en Estampas rojas y caballeros blancos (1937), libro financiado por la Delegación del Estado  para Prensa y Propaganda franquista mientras ejercía como director de la misma.
Tras el golpe de Estado del general Franco se adhirió al mismo, participando en la sublevación en la provincia de Valladolid, donde previamente había participado en la formación militar de elementos falangistas. El Gobierno de la República lo depuró de su cátedra en agosto de 1936. Se ocupó de la censura de las emisoras de radio desde la Sección de Radiodifusión de la Oficina de Prensa y Propaganda. Fue el primer delegado del Estado para Prensa y Propaganda que ejerció como tal (nombrado el 14 de enero de 1937, siendo sustituido el 9 de abril por Manuel Arias-Paz) y vocal de la Comisión de Justicia.
Justificaría al campo de concentración de Dachau como un «establecimiento educativo».
Entre 1964 y 2017 tuvo una calle con su nombre en la ciudad de Valencia, que fue eliminado por el Ayuntamiento por su carácter fascista y falangista, y cambiado por el nombre de "Just Ramírez (arquitecte)".

## Obras
- Constitución y vida del pueblo español. Madrid, 1905.[19]
- Economía política, 1908.
- Los trovadores en la vida del pueblo, 1913.
- El imperialismo y la guerra europea, 1915.[19]
- Impresiones en la América española. Madrid, 1915.
- El pensamiento y la actividad alemana en la guerra europea, 1916.
- Leyes del imperio español : las leyes de Indias y su influjo en la legislación colonial extranjera. Universidad de Valladolid, 1924.[19]
- En el Imperio del Sol : en torno a los orígenes y formación del Perú moderno en el centenerario de la Batalla de Ayacucho, 1925.[20]
- El germinal americano. Biblioteca de cultura iberoamericana, 1927.[21]
- Las constituciones políticas: El verdadero gobierno de los pueblos. Compañía Iberoamericana de Publicaciones, 1930.[20]
- Economía política de Alemania.
- ¿Qué es el socialismo?, 1933.[1]
- ¿Qué es el marxismo?, 1933.
- ¿Qué es el fascismo?, 1933.[1]
- Qué es el socialismo, qué es el marxismo, qué es el fascismo: la lucha de las tres doctrinas, Librería Bosch, Barcelona, 1933.
- La revolución nacional-socialista. Librería Bosch, Barcelona, 1934.[22]
- Madre Roma, 1935.
- Estampas rojas y Caballeros blancos.[23] Hijos de Santiago Rodriguez, Burgos, 1937. Incluye textos antisemitas.
- ¿Qué es el imperialismo?, 1941.[13]
- La economía de guerra y la hacienda de guerra, 1942.[20]
- Los ingresos extraordinarios del estado, 1942.[24]
- La hacienda social: fiscalismo, capitalismo y sociología financiera. Editor Manuel Aguilar, Madrid, 1948.[24]
- La comunidad económica mundial y la amenaza de su decadencia. Editora Internacional (tomo VI de la Biblioteca de Política y Economía).
- También escribió durante la década de 1920, en las revistas La España Moderna y Nuestro Tiempo, ambas de Madrid, una serie de artículos denominados Crónicas iberoamericanas que en su momento se consideraron de interés literario y de tono patriótico.